# Lepuix
Lepuix (Duits: Soden) is een gemeente in het Franse departement Territoire de Belfort (regio Bourgogne-Franche-Comté) en telt 1116 inwoners (1999). De plaats maakt deel uit van het arrondissement Belfort.

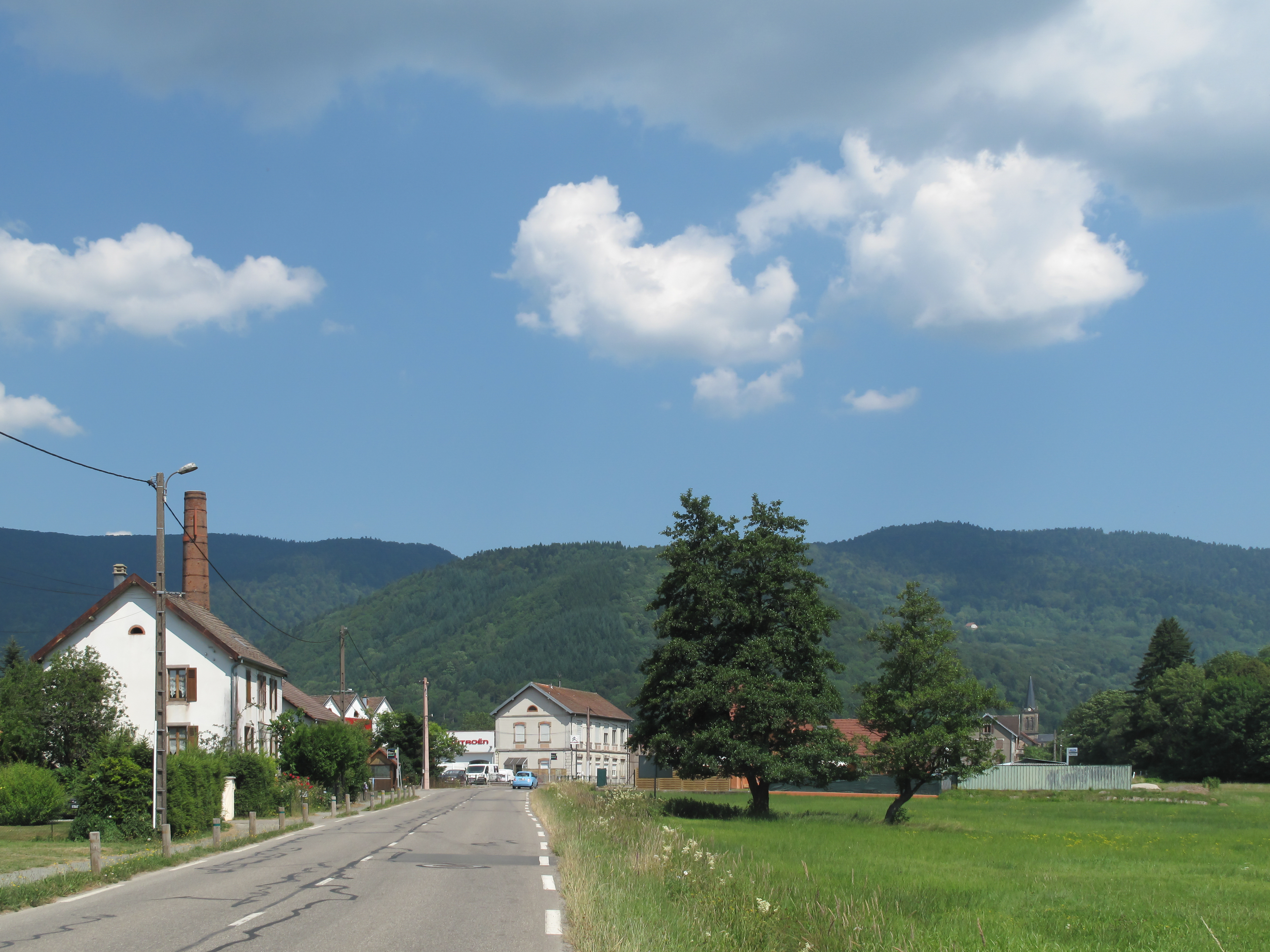
Lepuix, dorpszicht

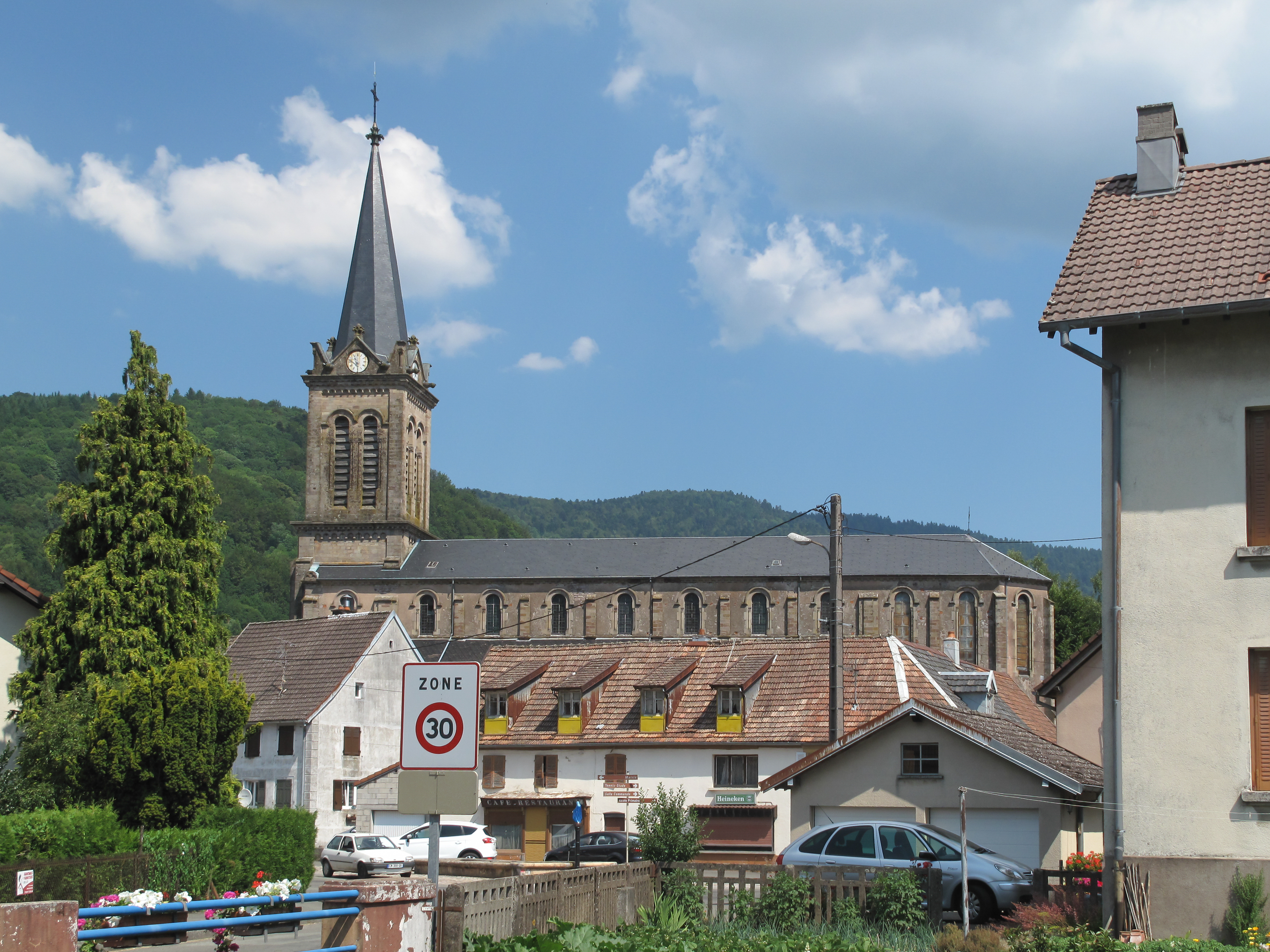
Lepuix, kerk (église de la Nativité-de-Notre-Dame) in straatzicht

## Geografie
De oppervlakte van Lepuix bedraagt 29,4 km², de bevolkingsdichtheid is 38,0 inwoners per km².
De onderstaande kaart toont de ligging van Lepuix met de belangrijkste infrastructuur en aangrenzende gemeenten.

## Demografie
Onderstaande figuur toont het verloop van het inwonertal (bron: INSEE-tellingen).